# Frederic Chiu
Frederic Chiu (Ithaca, 20 octobre 1964) est un pianiste sino-américain.

## Formation
Chiu étudie la musique avec William Eltzroth à l'Université de Butler à Indianapolis, avec Karen Shaw (et étudie aussi l'informatique) à l'Université de l'Indiana, puis poursuit ses études musicales à New York à la Juilliard School, où il étudie avec Abbey Simon. Il a également étudié avec Aube Tzerko, Marvin Wolfthal et Marian Rybicki. Au cours de ses années de formation, il remporte de nombreux concours de piano, notamment le Concours de piano  Frédéric-Chopin de la fondation Kosciuszko et le concours de l'association nationale des professeurs de Musique, les deux en 1984. Il remporte l'année suivante la bourse de l'association des pianistes américains (anciennement connue comme fondation de l'association Beethoven). Il reçoit le prix Petschek de la Juilliard School en 1994, ce qui le conduit à se produire en récital à l'Alice Tully Hall du Lincoln Center de New York. Il a également reçu le prix Avery Fisher Career Grant, en 1996.

## Carrière
Après ses études, il s'installe en France, où il vit pendant douze ans. Sa carrière se développe en dehors du circuit des concours de piano internationaux. Elle commence en 1991 avec la publication d'un programme de transcriptions pour piano enregistré par le label Harmonia Mundi USA. Il enchaîne avec un grand projet d'enregistrement de l'intégrale des sonates pour piano de Sergueï Prokofiev. Son répertoire enregistré comprend aussi Mendelssohn, Rossini, Chopin, Liszt, Grieg, Brahms, Ravel, Decaux, Schönberg, Schubert, Prokofiev et Saint-Saëns. 
Il a enregistré la transcription pour piano de  Liszt de la cinquième symphonie de Beethoven. En 2015, il a publié le premier enregistrement de piano classique sur le label Distant Voices du Yamaha Entertainment Group : de la musique pour piano de Claude Debussy et du compositeur chinois, Gao Ping. L'enregistrement le plus récent de Frederic Chiu a pour titre « Hymnes et Derviches » et comprend une sélection d'œuvres de Gurdjieff/de Hartmann,  inspirées par le Moyen-orient, publié par Centaur Records.
En 1993, il participe au Concours Van Cliburn, d'où son exclusion de la finale a provoqué une énorme couverture médiatique. De plus en plus souvent invité à jouer aux États-unis, il a finalement décidé d'y vivre.
Ses prestations marquantes comprennent notamment des concerts avec le BBC Concert Orchestra et le BBC Scottish Symphony Orchestra, le Symphonique d'Indianapolis, le Kansas City Symphony, le Philharmonique de Dayton, le Hartford Symphony, l'Orchestre de Bretagne, l'Orchestre symphonique de Chine et le Symphonique de Taipei. Il a donné des récitals dans de nombreuses grandes villes en Europe, Asie, Afrique du Nord, Amérique du Sud et en Amérique du Nord. En musique de chambre, il donne fréquemment des concerts avec son ami de longue date, Joshua Bell. Parmi les autres artistes ayant collaboré avec Chiu, on peut citer le Quatuor Saint-Laurent, le Quatuor de Shanghai, le Quatuor Dédale, le violoncelliste Gary Hoffman, le violoniste Pierre Amoyal et le clarinettiste David Krakauer.
Il a donné des classes de maître dans de grandes universités et écoles de musique à travers le monde, comme la Juilliard School, le New England Conservatory, Banff et Jacob School of Music de l'Université de l'Indiana. Frederic Chiu a également créé une série d'ateliers intitulés « Approfondissement des études d'interprétation » (à l'origine nommée  Approfondissement des études de piano), une approche de l'art de jouer du piano par des méthodes non traditionnelles, unissant différentes philosophies de la musique, de l'interprétation et de l'apprentissage.
En 2000, Chiu a été membre du jury de la Compétition Amateur de Fort Worth (Texas). Il a également siégé au jury du Concours Liszt d'Utrecht, de l'E-competition, l'association des pianistes américains et du World Piano Competition à Cincinnati.
Chiu est également codirecteur de Beechwood Arts, une association à but non lucratif, qui vise à changer la façon dont les arts sont créés et expérimentés, par le biais d'un programme personnalisé, basé sur des événements innovants et en immersion. Cela comprend des événements d'immersion mêlant musique, Art, interprétation, cinéma et cuisine, centrés autour d'un événement au thème commun, ainsi que Gastronomie+Art,  combinant des expériences gastronomiques de haut niveau et des expositions d'oeuvres d'art.
Chiu est un artiste Yamaha. En 2014, il fêté son 25e anniversaire en tant qu'Artiste Yamaha par différents événements, notamment des concerts au festival de Newport. et à New York au théâtre Miller. Il a fourni une participation notable pour l'élaboration de nouveaux produits Yamaha, par exemple la ligne CFX de pianos à queue, le Disklavier Mark IV, DisklavierTV, le PSR-OR700 Clavier, le GranTouch, l'AvantGrand et Yamaha du label de disque Distant Voices de Yamaha Entertainment Group. Il a été le premier artiste classique à enregistrer pour Yamaha Entertainment Group, en 2015, avec la sortie de Distant Voices, disponible sur les trois formats : CD Audio, DVD Vidéo et DisklavierTV.